# Робер Лаффон
Робе́р Лаффо́н (фр. Robert Laffont) — французький книголюб, видавник, засновник у 1941 році французького видавництва Éditions Robert Laffont, публікації та книжки якого мають розповсюдження на територіях майже всіх франкомовних країн (здебільшого у Франції, Канаді та Бельгії). Народився у місті Марсель 30 листопада 1916 року, помер у Нейї-сюр-Сен 19 травня 2010 року (у віці 93 років).

## Біографія
Робер Лаффон був сином Ремона Лаффона, директора Трансатлантичної генеральної компанії в Марселі, і Наталі Перрі, що належала до оранського вищого суспільства, яку він втратив будучи ще дуже молодим у результаті іспанського грипу в 1918 році. Його брат — журналіст П'єр Лаффон. Був навчався у Школі вищих комерційних досліджень Парижа, де отримав юридичну освіту. Пізніше почав працювати у компанії батька «Compagnie Générale Transatlantique».
Робер Лаффон помер 19 травня 2010 року в американському госпіталі в Нейї у віці 93 років.

## Видавництво «Робер Лаффон»
У 1941 році, у 24-річному віці маючи невеликі економічні ресурси, він заснував видавництво Робер Лаффон у вільній зоні Марселя, пізніше переїхав до Парижа, в 1945 році.